# Chase (Kansas)
Chase es una ciudad ubicada en el condado de Rice en el estado estadounidense de Kansas. En el año 2010 tenía una población de 477 habitantes y una densidad poblacional de 596,25 personas por km².

## Geografía
Chase se encuentra ubicada en las coordenadas 38°21′20″N 98°20′55″O / 38.35556, -98.34861 (38.355682, -98.348743).

## Demografía
Según la Oficina del Censo en 2000 los ingresos medios por hogar en la localidad eran de $32,361 y los ingresos medios por familia eran $39,688. Los hombres tenían unos ingresos medios de $28,000 frente a los $20,139 para las mujeres. La renta per cápita para la localidad era de $13,972. Alrededor del 10.7% de la población estaban por debajo del umbral de pobreza.